# Pietro Negri

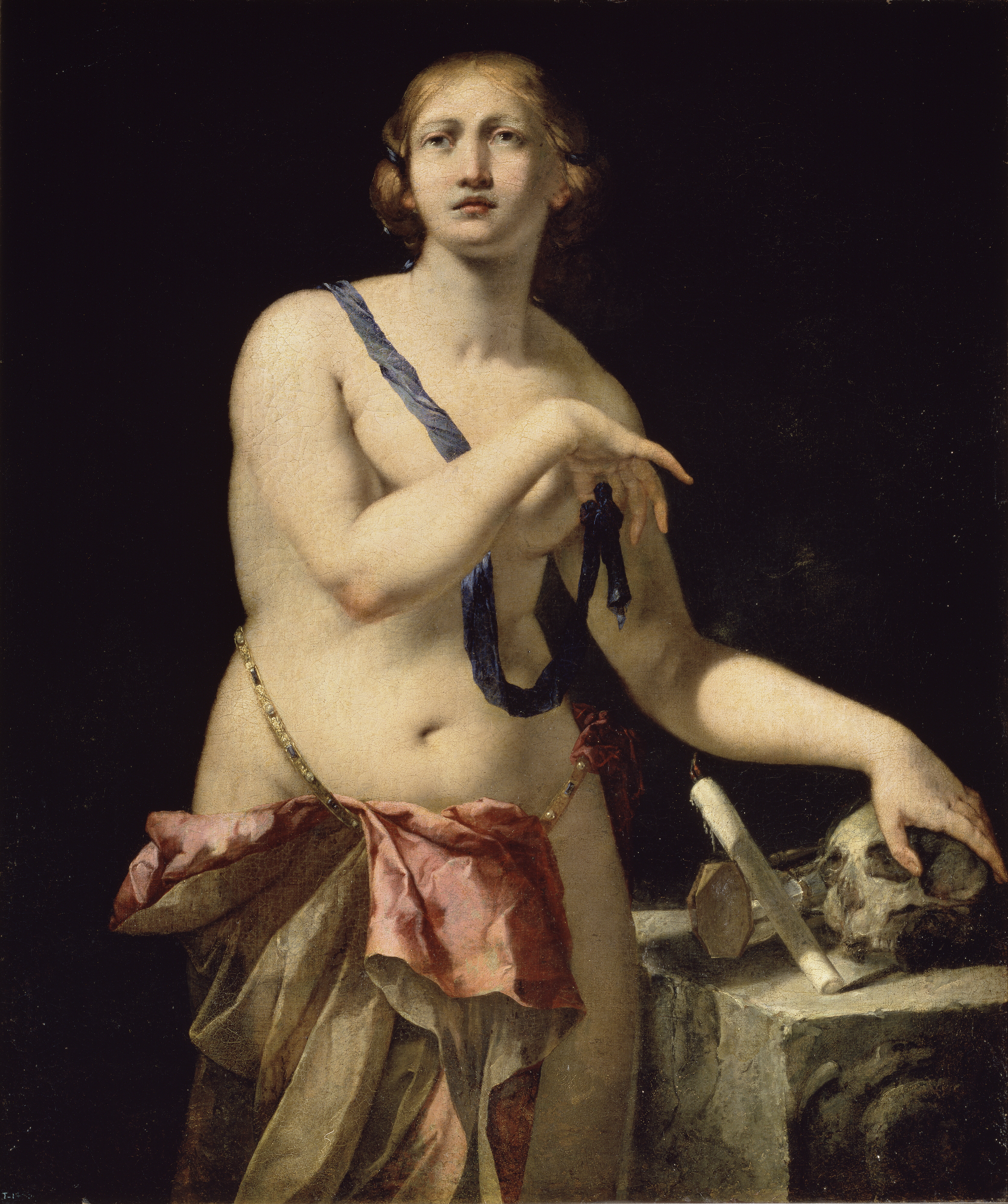
Vanité

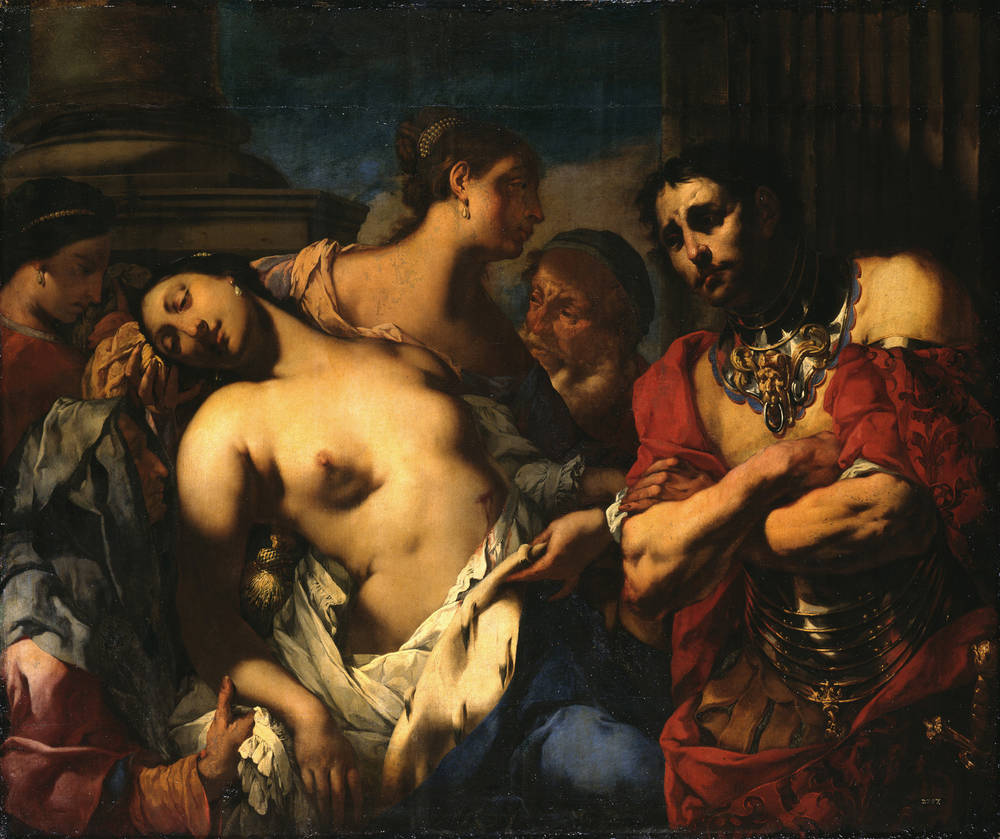
Néron examine le cadavre d'Agrippine

Pietro Negri (né à Venise en 1628 et mort dans la même ville le 31 mai 1679) est un peintre italien de style baroque qui appartenait aux soi-disant tenebrosi (les « sombres » ou les « tourmentés »).

## Biographie
Pietro Negri est probablement né à Venise. Les premières sources indiquent qu'il est le fils d'un sculpteur nommé Domenico Negri, mais le nom de son père est donné comme Lunardo dans certains documents et Francesco dans d'autres. Il suit ses premiers cours auprès de Matteo Ponzone puis travaille avec Francesco Ruschi. À ses débuts, une grande partie de son travail tenebriste est difficile à distinguer stylistiquement de celui de Antonio Zanchi.
Sa première œuvre certifiée date de 1658, date à laquelle il signe une gravure sur le frontispice d'Antioco du poète Nicolò Minato. Les peintures qui lui sont attribuées, avant les années 1660, sont perdues. Une peinture d'Antoine et Cléopâtre est datée de v. 1664. En 1670, il produit l'Albero serafico dei Ordini francescani (Arbre séraphique des franciscains ), actuellement à la Basilique Santa Maria Gloriosa dei Frari. L'une de ses œuvres les plus connues est Nerone che esamina il corpo di Agrippina (Néron examinant le cadavre d'Agrippine) est dans la collection de la Gemäldegalerie Alte Meister de Dresde.
Pietro Negri a épousé Franceschina Maria Barbara, avec qui il a eu deux fils. Elle mourut peu de temps après avoir donné naissance au second enfant et Negri se remaria en 1673 avec Angela Caroli, la veuve d'un marchand.
En 1673, il crée ce que beaucoup considèrent comme son chef-d'œuvre : un telero monumental (toile appliquée directement sur un mur) représentant Marc l'évangéliste et saint Roch, qui intercèdent auprès de la Vierge Marie pour mettre fin à la peste à Venise, installé sur le mur gauche de l'escalier de la Scuola Grande de San Rocco faisant face à une représentation de la peste de 1630 d' Antonio Zanchi.
Pietro Negri a également pris en formation le peintre du baroque tardif, Simone Brentana.
Pietro Negri est probablement mort de tuberculose. Il a été enterré, aux frais de sa veuve, dans l'église Saint-Augustin, démolie en 1873,.